# 山都町包括医療センターそよう病院
山都町包括医療センターそよう病院（やまとちょうほうかついりょうせんたーそようびょういん）は、熊本県上益城郡山都町にある医療機関。山都町病院事業の設置等に関する条例（平成17年2月11日条例第109号）に基づき山都町が設置運営する病院。宮崎県五ヶ瀬町との県境から数キロ離れた地点に位置する。県内に3カ所あるへき地医療拠点病院の1つであり、2008年現在、上益城圏域唯一の第二次救急対応施設である。旧称山都町立国民健康保険蘇陽病院（やまとちょうりつこくみんけんこうほけんそようびょういん）。

## 沿革
- 1947年4月 - 一部事務組合による馬見原町外六ヶ町村立馬見原病院として開設。
- 町村合併により、蘇陽町外二ヶ町村病院組合馬見原病院、のち宮崎県五ヶ瀬村の組合脱退により、蘇陽町清和村病院組合馬見原病院に名称変更。
- 1976年10月1日 - 馬見原病院を蘇陽病院に名称変更。
- 1986年4月 - 柏歯科診療所開設
- 1991年4月 - 在宅介護支援センター開設。
- 1993年1月 - 訪問看護ステーション開設。
- 2003年4月 - へき地医療拠点病院の指定。
- 2005年2月11日 - 矢部町・蘇陽町・清和村が合併し、山都町が誕生。一部事務組合は合併前日に解散し、病院は新町に承継された[2]。
- 2012年11月 - 新築移転に伴い、山都町包括医療センターそよう病院に名称変更。

## 診療科
- 内科
- 外科
- 呼吸器科
- 消化器科
- 循環器科
- 小児外科
- 小児科
- 整形外科
- 眼科
- リハビリテーション科
- 皮膚泌尿器科

## 医療機関の指定等
- 保険医療機関
- 救急告示医療機関
- 労災保険指定医療機関
- 身体障害者福祉法指定医の配置されている医療機関
- 生活保護法指定医療機関
- へき地医療拠点病院
- 臨床研修指定病院（協力型）

## 附帯事業
条例第3条第5項に掲げる附帯事業として、以下の事業を行う。カッコ内は条例に定める名称である。
- 歯科診療所・歯科保健センターの運営（柏歯科診療所）
- 在宅介護支援センターの運営（蘇陽病院在宅介護支援センター）
- 訪問看護ステーションの運営（蘇陽病院訪問看護ステーション）
- 指定居宅介護支援事業の運営（やすらぎ館）
- 指定居宅サービスの訪問看護事業の運営に関する事務（蘇陽病院訪問看護ステーション）
- へき地診療所の運営（北部へき地診療所、緑川へき地診療所、井無田へき地診療所）

## 周辺の施設
- 馬見原公民館
- 山都町立馬見原小学校

## 交通アクセス
- 熊本市方面より特急バスたかちほ号で馬見原中鶴下車、徒歩約5分。
- 山都町コミュニティバス（山都ふれあいバス）浜町馬見原線そよう病院下車。
- 国道218号沿い。